# Leo de Laforgue
Leo de Laforgue (* 9. Februar 1902 in Grumbach, Preußen; † 27. Mai 1980) war ein deutscher Drehbuchautor, Filmregisseur, Kameramann, Schnittleiter, Produzent und Produktionsleiter.

## Leben
Leo de Laforgue entstammte einer alten rheinischen Beamten- und Offiziersfamilie. Er wurde 1902 in Grumbach, das damals zum preußischen Rheinkreis gehörte, geboren. Nach der Schulzeit ging er als Ingenieursanwärter zur Reichsmarine. Sein staatliches Ingenieursexamen legte er an der Maschinenbauschule am Ubierring in Köln ab. Spezialisiert hatte er sich auf die Konstruktion von Flugmotoren. Bald verlor er das Interesse an der Luftfahrt und studierte zunächst Psychologie und Kunstgeschichte. Als Nächstes reizte es ihn, Bühnenarchitekt zu werden, weshalb er an der Stadtkölnischen Schauspielschule Film- und Theaterwissenschaft studierte. Nebenher fertigte er autodidaktisch Ölbilder an und hatte im Kölnischen Kunstverein seine erste Ausstellung.
Er zog nach Berlin, schrieb Kunst- und Kriegsromane und arbeitete als Bühnenbildner bei Max Reinhardt am Theater sowie bei der UFA als Filmassistent. 1936 gehörte er zum Kamerateam von Leni Riefenstahl, das die Olympischen Spiele dokumentierte. Eine sich vorgenommene fundierte künstlerische Ausbildung an der Kunstakademie konnte er nicht antreten, weil er für seinen Lebensunterhalt sorgen musste und deshalb der filmischen Arbeit, die sich 1937 auf selbstständige Regiearbeiten und Drehbuchentwürfe ausweitete, Vorrang einräumte. So betrieb er weiterhin die Malerei eher als Hobby, konnte allerdings 1938 einen Auftrag über die Anfertigung von 50 Ölbildern für die italienische Botschaft in Berlin für sich gewinnen.
Während des Zweiten Weltkrieges war er bei der Marine Kriegsberichterstatter. Er erhielt mehrere Auszeichnungen, darunter das Eiserne Kreuz I. und II. Klasse, das Verwundetenabzeichen, das Minenkampfabzeichen und das Zerstörer-Kriegsabzeichen. Nach 1945 wirkte er zum einen als freier Maler. Zum anderen wirkte er als Filmschaffender, wobei vor allem seine Berlin-Dokumentationen, die auch seine Vorkriegsaufnahmen beinhalten, von zeitgeschichtlicher Bedeutung sind. Künstlerisch konnte de Laforgue jedoch nicht an seine erklärten Vorbilder Walter Ruttmann und Leni Riefenstahl heranreichen. Bis zu seinem Tod 1980 entstanden rund 100 Filme.

## Filmografie (Auswahl)

### Regisseur
- 1938: Großstadt-Typen
- 1939: Sonne über dem Spessart – Aschaffenburg und seine Umgebung
- 1943: Alltag zwischen Zechentürmen
- 1941: Symphonie einer Weltstadt
- 1952: Bankraub am Wittenbergplatz, auch Großstadtgeheimnis
- 1958: Kanaillen
- 1964: Gigant Berlin

### Drehbuchautor
- 1930: Scapa Flow
- 1938: Großstadt-Typen
- 1943: Alltag zwischen Zechentürmen
- 1946: Unter den Brücken
- 1941: Symphonie einer Weltstadt
- 1952: Bankraub am Wittenbergplatz
- 1958: Kanaillen
- 1964: Gigant Berlin

### Kameramann
- 1936/38: Olympia (2 Teile)
- 1939: Sonne über dem Spessart – Aschaffenburg und seine Umgebung
- 1941: Symphonie einer Weltstadt
- 1943: Großstadtmelodie (Außenaufnahmen)
- 1958: Kanaillen
- 1964: Gigant Berlin

## Romanwerke
- 1930: S.M.S. Ein Seekriegsroman. Dom-Verlag, Berlin.
- 1931: Hölle im Hirn. Der Roman des dämonischen und genialen Malers Vincent van Gogh. Dom-Verlag, Berlin.
- 1933: Brand am Skagerrak. Ein deutscher Seekriegsroman. Dom-Verlag, Berlin.